# Klapper

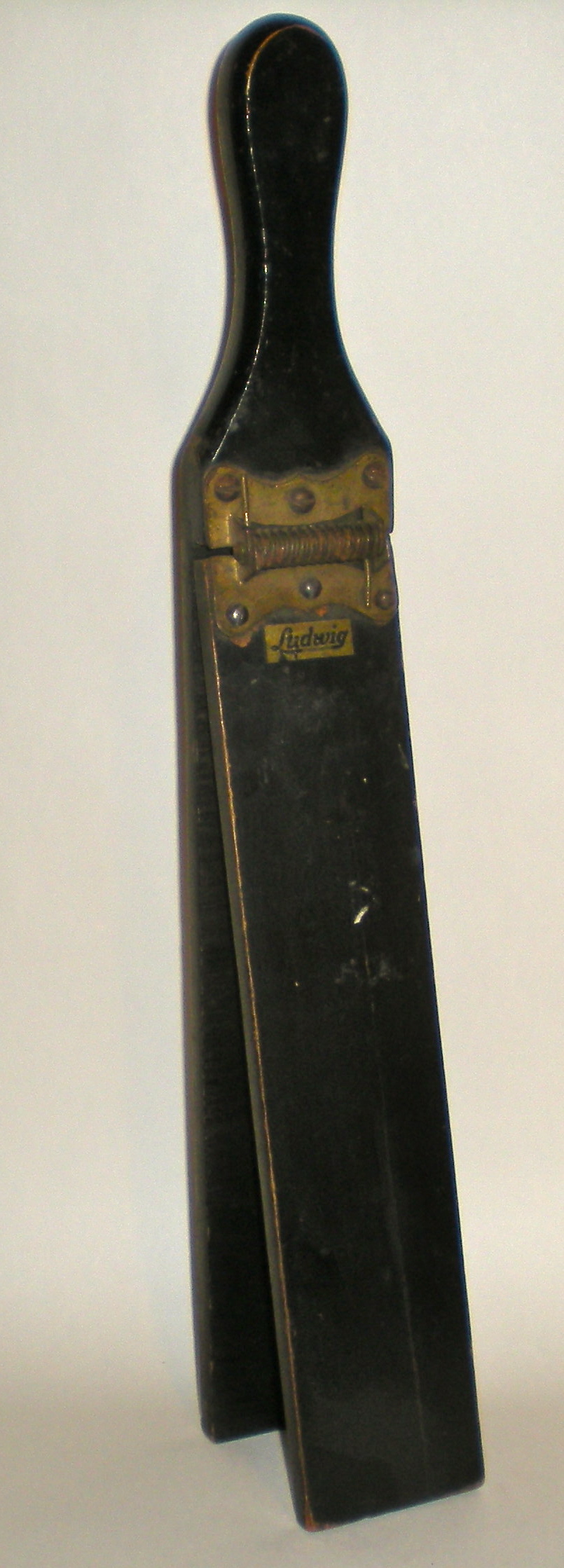
Gegenschlagplatte: Peitsche der Firma Ludwig-Musser

Klappern sind Schlaginstrumente, die zu den unmittelbar geschlagenen Gegenschlag-Idiophonen zählen. Zwei oder mehr selbstklingende Teile werden gegeneinander geschlagen. Nach ihrer Form werden Gegenschlagstäbe von Gegenschlagplatten und von Gefäßklappern unterschieden. Letztere sind entweder ausgehöhlt (Kastagnetten) oder ausgebogen (Zimbeln).
Brettchenklappern oder Plattenklappern bestehen aus länglichen, geraden oder leicht gekrümmten Streifen aus Holz, Bein oder Kunststoff, die paarweise in einer Hand zusammengeschlagen werden. Brettchen, die aus einem Griff mit einem breiteren Mittelstück bestehen, an dem kleine Zimbelplättchen angebunden sind, werden geschüttelt und gehören nach der Hornbostel-Sachs-Systematik zu den Reihenrasseln. Klappern werden als Rhythmus- oder Effektinstrumente in der Musik und als Lärminstrumente im Brauchtum verwendet.
Einzelne Klappern und Typen:
- Bak, koreanische Bündelklapper
- Ban, verschiedene Gegenschlagstäbe aus Hartholz oder Bambus in der chinesischen Musik[1]
- Bin-Sasara, Reihenklapper
- Bones, amerikanische Brettchenklapper
- Claves, Gegenschlagstäbe
- Crotalen, Crotales, Fingerzimbeln
- Hyōshigi (拍子木), japanische Gegenschlagblöcke
- Kartal, Holzklappern in Indien, teilweise mit Zimbeln
- Klackers, auch Spoon, Metallklapper
- Klabeklis, verschiedene hölzerne Klappern, die früher zum Brauchtum der Viehirten und Bauern in Lettland gehörten
- Klapperbrett, ein am Stielende drehbar befestigter Holzhammer schlägt mit einer Pendelbewegung periodisch auf ein Brett
- Klepper, Klapper, Instrument im Einsatz beim Ratschen
- Krap, thailändische und kambodschanische Klappern aus Holz oder Bambus
- Löffel, meist von der Form des Küchenbestecks abgeleitete Sonderanfertigung
- Naruko (鳴子), japanische Holzklapper
- Peitsche
- Pritsche, auch Schlagrute: Eine Plattenklapper aus mehreren enganliegenden Platten, die an einem Handgriff zusammengehalten werden. Die Pritsche kann durch mehrere parallele Längsschnitte in ein Brett hergestellt werden. Sie wird mit einer Hand ruckartig geschüttelt oder gegen den Körper geschlagen und ist ein Lärminstrument etwa bei Faschingsbräuchen.
- Qarqaba, Eisenklappern im Maghreb
- Treschtschotka, kettenförmig aneinander geschnürte Holzplättchen, Russland

Im nordostindischen Bundesstaat Assam kommen Bambusklappern aus einem längs von einer Seite in zwei Hälften geschlitzten Bambusrohr vor, die toka genannt werden. Ähnliche Gabelklappern wurden Anfang des 20. Jahrhunderts in Myanmar beschrieben. Die chimta im Nordwesten Indiens und in Pakistan ist eine Gabelklapper aus zwei Metallbügeln. Die von mittelalterlichen Buchmalereien bekannten Gabelbecken, bei denen kleine Becken, die sich an den Enden zweier Federbügel befinden, gegeneinander geschlagen wurden, sind hiermit verwandt, stellen aber eine besondere Form der Paarbecken dar.
Rassel ist eine alte Bezeichnung für Klapper.
Klappertrommeln sind Rasseltrommeln, deren Membranen von zwei außen an Schnüren herabhängenden Kügelchen angeschlagen werden.
Warnklapper ist eine historische Plattenklapper, die vor Kranken warnen sollte.